# Église Saint-Léonard-et-Saint-Basle de Droupt-Saint-Basle
L'église Saint-Léonard-et-Saint-Basle est une église située à Droupt-Saint-Basle, en France.

## Description
Sa nef, aux piliers rectangulaires, est du XIIe siècle, le reste du XVIe formant une croix latine. Son abside est à trois pans et sa tour est romane.

### Mobilier
Elle possède plusieurs statues :
- Du XVe un saint Basle ermite et un saint Léonard  abbé de Corbigny[2] en calcaire et badigeon avec dorure.
- Du XVIe un saint Cassien et une éducation de Marie[3] en calcaire et badigeon avec traces de polychromie.

## Localisation
L'église est située sur la commune de Droupt-Saint-Basle, dans le département français de l'Aube.

## Historique
La paroisse relevait de l'archidiaconé et du diaconné d'Arcis et la cure était à la collation de l'évêque. Les dîmes appartenaient pour trois années pour moitié aux hôpitaux de Troyes et au seigneur, pour trois annuités suivantes à l'abbaye de Larrivour, pendant deux années à celle d'Andecy et enfin pour une année au prieur de Saint-Georges de Gannay.
L'édifice est inscrit au titre des monuments historiques en 1986.